# Крофтон (Кентаки)
Крофтон (енгл. Crofton) град је у америчкој савезној држави Кентаки.

## Демографија
По попису из 2010. године број становника је 749, што је 89 (-10,6%) становника мање него 2000. године.
| Група             | 2000.       | 2010.       |
| Белци             | 714 (85,2%) | 640 (85,4%) |
| Афроамериканци    | 106 (12,6%) | 71 (9,5%)   |
| Азијати           | 0 (0,0%)    | 1 (0,1%)    |
| Хиспаноамериканци | 2 (0,2%)    | 12 (1,6%)   |
| Укупно            | 838         | 749         |